# Балейське міське поселення
Бале́йське міське поселення (рос. Балейское городское поселение) — міське поселення у складі Балейського району Забайкальського краю Росії.
Адміністративний центр та єдиний населений пункт — місто Балей.

## Населення
Населення міського поселення становить 10879 осіб (2019; 12533 у 2010, 14797 у 2002).